# Khurshid Aslam
Khurshid Aslam, a volte traslitterato come Khursheed Aslam (Lucknow, 6 aprile 1936 – 1993), è stato un hockeista su prato pakistano.
Ha rappresentato il Pakistan ai Giochi olimpici di Roma 1960, vincendo la medaglia d'oro.

## Palmarès
- Giochi olimpici

Roma 1960: oro